# غابة مطيرة

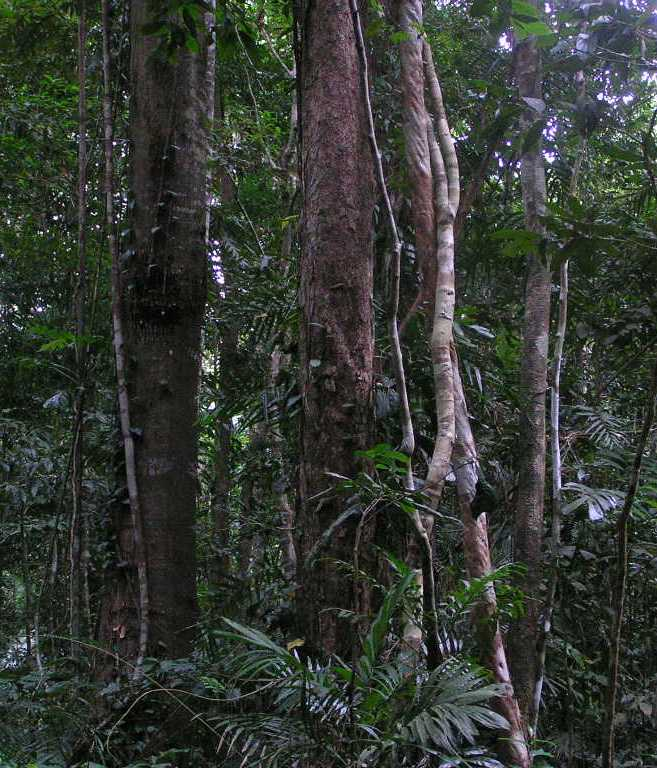
شجرة ضمن غابة مطيرة في كوينزلاند، أستراليا

الغابات المطيرة أو الغابات المطرية هي الغابات التي تتميز بكثرة الأمطار فيها، مع تحديد الحد الأدنى للتعريفات العادية للأمطار السنوية بين 1750 ملم و2000 ملم. الغابات المطيرة بها عدد كبير من الأشجار العالية ويسودها عادة طقس دافئ، يصاحب هذا هطول امطارغزيره لدرجة تصل إلى ما يزيد عن بوصة واحدة يوميا ببعض الغابات.

## أماكن وجودها
توجد هذه الغابات في المناطق المدارية ما بين مدار الجدي ومدار السرطان، وتزداد درجة الحرارة في هذه المناطق نتيجة لشدة اشعة الشمس بها، وتوجد هذه الغابات أيضا في قارة أفريقيا من الكاميرون إلى جمهورية الكونغو التي تعرف بغابات الكونغو المطيرة، وكثير من مناطق جنوب شرقي آسيا من ميانمار إلى أندنوسيا وغينيا الجديدة، وشمال وشرق قارة أستراليا، أمريكا الوسطى والجنوبية وبعض أجزاء الولايات المتحدة الأمريكية. وتعد غابات حوض الأمازون هي أكبرها حجما على مستوى العالم، وبعض البلاد تمتلك مساحات شاسعة منها مثل:

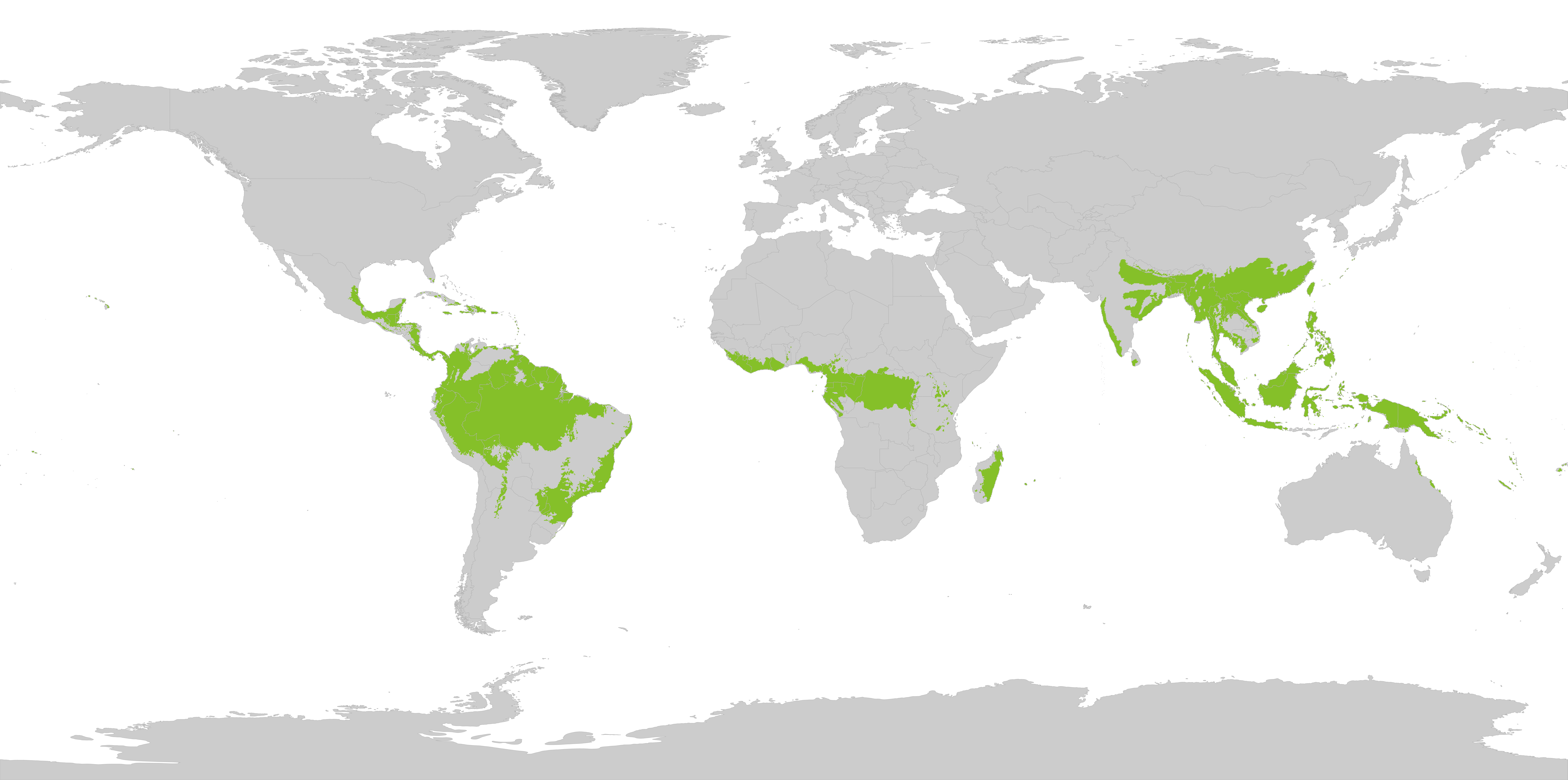
التوزيع الجغرافي للغابات المطيرة حول العالم

- البرازيل
- جمهورية الكنغو الديمقراطية
- بيرو
- إندونيسيا
- كولومبيا
- بابوا نيو غينيا
- فنزويلا
- بوليفيا
- المكسيك
- سورينام
- بوتان

## السكان

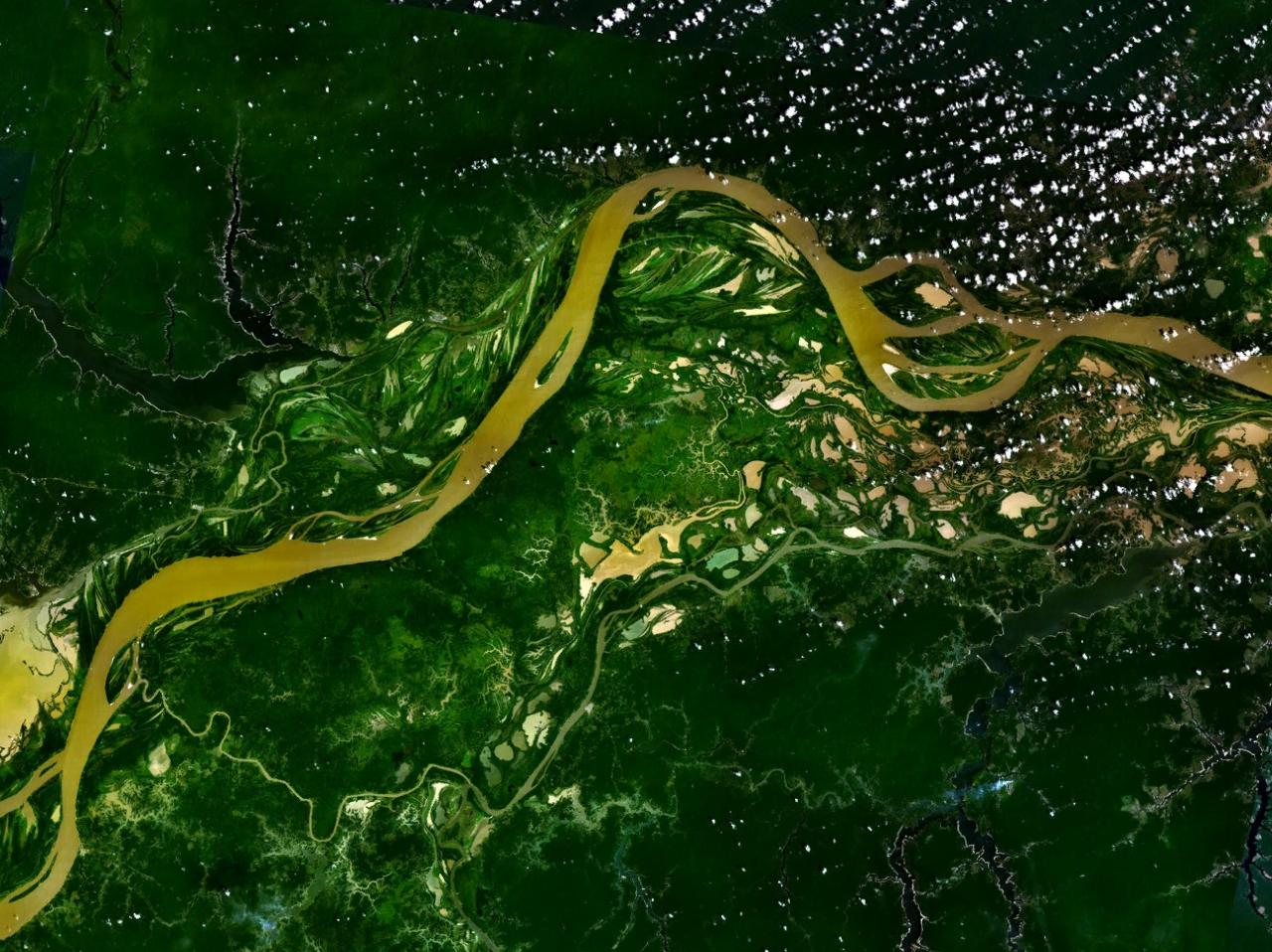
نهر الأمازون يمر خلال غاباته المطيرة.

يعيش في الغابات المطيرة قبائل مختلفة، تعتمد بشكل أساسي على الظروف المحيطة بهم للحصول على الغذاء والمأوى والعلاج، ولكن قد تم تهجير أغلبهم بسبب الاستعمار.
ورغم تأثرهم بالعالم الحضاري من حولهم، تبقى منطقة الأمازون أكبر معاقل هذه القبائل حتى الآن، فأغلب الهنود الأمريكيين لا يزالوا يستخدمون طرقهم التقليدية في الصيد وجمع وحصاد المحاصيل، كالموز، الكاسافا والأرز، كما يستخدمون الوسائل الحديثة مثل القدر والأوعية والأواني المعدنية، كما يمتلكون معرفة جيدة بالنباتات الطبية الصالحة لعلاج الأمراض.
أغلب سكان الغابات الأصليين في أفريقيا ممن يسمون الأقزام، وفي الغالب لا يزيد طولهم عن خمسة أقدام، حيث يساعدهم حجمهم الضئيل على التحرك بحرية وسط الغابات.

## أرضية الغابات المطيرة
تظل أوراق شجر الغطاء التاجي على الأرض مما يجعلها في أغلب الأحيان مظلمة ورطبة، وعلى أرض الغابة تحدث عملية التحلل، وهي عملية تقوم بها الكائنت المحلَّلّة كالفطريات والكائنات المجهرية بتقسيم وتكسير النباتات أو الحيوانات الميتة، لتعيد تكوين مواد غذائية ضروريّة.

## الزراعة
يتم تدمير آلاف الأميال من هذه الغابات للاستخدام الزراعي كل عام، والمسؤول عن ذلك هما فقراء المزارعين وبعض المؤسسات، حيث يعتمد المزارعين على قطع هذه الغابات ليستطيعوا الإنفاق على أسرهم، وهؤلاء يقومون بزراعة المنطقة التي تم قطع أشجارها لمدة عامين، قبل أن تُنهَك تربتها ويضطروا إلى قطع الأشجار بمنطقة جديدة.
أما المؤسسات والشركات الزراعية فصارت أنشط في عملية قطع الأشجار، خاصة في غابات الأمازون حيث تحولت مساحات شاسعة من هذه الغابات إلى مزارع لفول الصويا، وهذه المزارع يبدو أنها ستمتد على حساب غابات الأمازون حتى تنافس مثيلاتها الموجودة في الغرب الأمريكي.

## أهمية الغابات المطيرة
- توفر هذه الغابات المأوى للعديد من أنواع النباتات والحيوانات.
- تساعد على استقرار المناخ في العالم.
- تحمي الكثير من البلدان من الفيضانات والجفاف والتآكل.
- كما تعد مصدرا هاما للأدوية والأغذية.
- يمكن الاستفادة منها من الناحية السياحية.
- يكون فيها البناء الضوئي على مدار السنة فيوفر غذاء أكثر للكائنات الحية.
- لم تتأثر الغابات المطيرة سلباً بآخر عصر جليدي.

## إزالة الغابات
تخضع الغابات المطيرة إلى قطع الأشجار والمساحة التي تغطيها الغابات المطيرة تتقلص بسرعة وعلى هذا المعدل فإن من الممكن أن تدمر كل الغابات في عام 2025. وحوالي نصف سكان العالم من الحيوانات والنباتات تعتمد على الغابات من أجل البقاء.

## وصلات خارجية
- موقع مونجابي

## اقرأ أيضا
- برج أوتو